# Dylan Wykes
Dylan Wykes, né le 6 juin 1983, est un marathonien canadien. Il a représenté le Canada en 2009 aux Championnats du monde d'athlétisme à  Berlin ainsi qu'aux Jeux olympiques d'été de 2012 à Londres. En avril 2012, Wykes a couru le Marathon de Rotterdam en 2:10:47 et s'est qualifié pour les Jeux olympiques d'été. Avec ce résultat, il est actuellement le troisième marathonien canadien le plus rapide de tous les temps.

## Formation
Wykes est né et a grandi à Kingston, Ontario. Élève à l'École secondaire Frontenac, il participe à plusieurs compétitions, gagnant notamment le championnat provincial de cross-country en 2001 ainsi que le 3000 m en 1998, 2000 et 2001. Après son secondaire, il s'inscrit à Providence College. Là, sous l'entraînement de Ray Treacy, il participe à divers championnats de cross country,.

## Carrière
En 2008, à l'âge de 24 ans, il court le Marathon de Rotterdam en 2:15:16, finissant sixième. À l'automne de la même année, il court le Marathon de Toronto, qu'il termine en 2:16:20 à la 11e place. En 2009, il représente le Canada aux Championnats du monde d'athlétisme où il finit 33e en 2:18:00. En décembre 2010, il gagne le Marathon international de Sacramento, où il mène la course du début à la fin et termine avec son record de 2:12:39, ce qui le qualifie pour représenter le Canada aux Jeux olympiques d'été de 2012. Après deux tentatives infructueuses d'atteindre le standard olympique canadien de 2:11:29, Wykes le surpasse au Marathon de Rotterdam en 2:10:47, qui est actuellement le deuxième meilleur temps réalisé par un Canadien. Il termine la saison 2012 à Londres, où il se classe en 20e position, avec le meilleur temps pour un coureur canadien.
Wykes a aussi représenté le Canada en cross-country, d'abord au niveau junior aux Championnats du monde de cross-country de 2002, puis au niveau senior aux championnats de 2007. Il s'est placé troisième aux championnats canadiens de cross-country en 2007 et 2008 et s'est également classé troisième aux Championnats NACAC de cross-country.

## Records personnels
| Course        | Temps    | Ville                                   | Date      |
| ------------- | -------- | --------------------------------------- | --------- |
| 1 500 mètres  | 3:46.1   | Vancouver, Colombie Britannique, Canada | 2007      |
| Mile          | 4:01.15  | Boston, Massachusetts                   | 2004-2-7  |
| 3 000 mètres  | 7:58.7   | Boston, Massachusetts                   | 2004-1-31 |
| 5 000 mètres  | 13:43.43 | Eugene, Oregon                          | 2011-4-22 |
| 10 000 mètres | 28:12.82 | Stanford, Californie                    | 2011-5-1  |
| Semi-marathon | 1:02:14  | New York, État de New York              | 2011-3-20 |
| Marathon      | 2:10:47  | Rotterdam, Pays-Bas                     | 2012-4-15 |

## Palmarès
| 2009 | Championnats du monde d'athlétisme 2009             | Berlin, Allemagne      | 33e | Marathon | 2:18:00   |
| 2010 | Marathon International de Californie                | Sacramento, Californie | 1er | Marathon | 2:12:39   |
| 2011 | Marathon de Toronto                                 | Toronto, Ontario       | 6e  | Marathon | 2:12:56.1 |
| 2012 | Marathon de Rotterdam                               | Rotterdam, Netherlands | 7e  | Marathon | 2:10:47   |
| 2012 | Marathon masculin aux Jeux olympiques d'été de 2012 | Londres, Angleterre    | 20e | Marathon | 2:15:26   |